# Estronciomelana
L'estronciomelana és un mineral de la classe dels òxids, que pertany al grup de la coronadita. Rep el nom pel seu contingut en estronci i pel seu color negre, μελανός en grec.

## Característiques
L'estronciomelana és un òxid de fórmula química Sr(Mn4+
6Mn3+
2)O16. Cristal·litza en el sistema monoclínic. La seva duresa a l'escala de Mohs oscil·la entre 4 i 4,5. És una espècie isostructural amb la coronadita, la criptomelana, la ferrihol·landita, l'hol·landita i la manjiroïta.
Segons la classificació de Nickel-Strunz, l'estronciomelana pertany a «04.DK: Òxids amb proporció Metall:Oxigen = 1:2 i similars, amb cations grans (+- mida mitjana); estructures de túnel» juntament amb els següents minerals: akaganeïta, coronadita, criptomelana, hol·landita, manjiroïta, mannardita, priderita, redledgeïta, henrymeyerita, romanechita i todorokita.

## Formació i jaciments
Va ser descoberta a la mina Prabornaz, a la localitat de Saint-Marcel, a la vall d'Aosta (Itàlia). Només ha estat descrita en altres dues localitats a tot el planeta: a la mina Le Coreux, a Salmchâteau (Província de Luxemburg, Bèlgica), i a la mina Tone, a la ciutat de Nagasaki (Kyūshū, Japó).